# 채선아 (배구 선수)
채선아(1992년 6월 8일 ~ )는 대한민국의 배구 선수이다. 화성 IBK기업은행 알토스의 신생팀 우선지명을 통해 프로입단하였으며 현재는 광주 페퍼저축은행 AI 페퍼스 소속으로 활동 중이다. 포지션은 레프트와 리베로를 겸하는 선수이다.

## 내력
2017년 12월 26일, 트레이드를 통해 팀 동료 고민지, 이솔아와 함께 대전 KGC인삼공사로 이적하였다.

## 수상
- V-리그 기량발전상: 2014